# 初级中学
初级中學，简称初中，是中等教育的階段之一。許多國家的教育部門將普通中學劃分為初級中學和高級中學，廣義的初級中學包括普通初級中學和初級職業學校，狹義的初級中學專指普通初級中學。其中，初級中學是學生在小學結束後接續進行的教育，而在初級中學這一個階段結束之後，下一階段將會是高級中學。

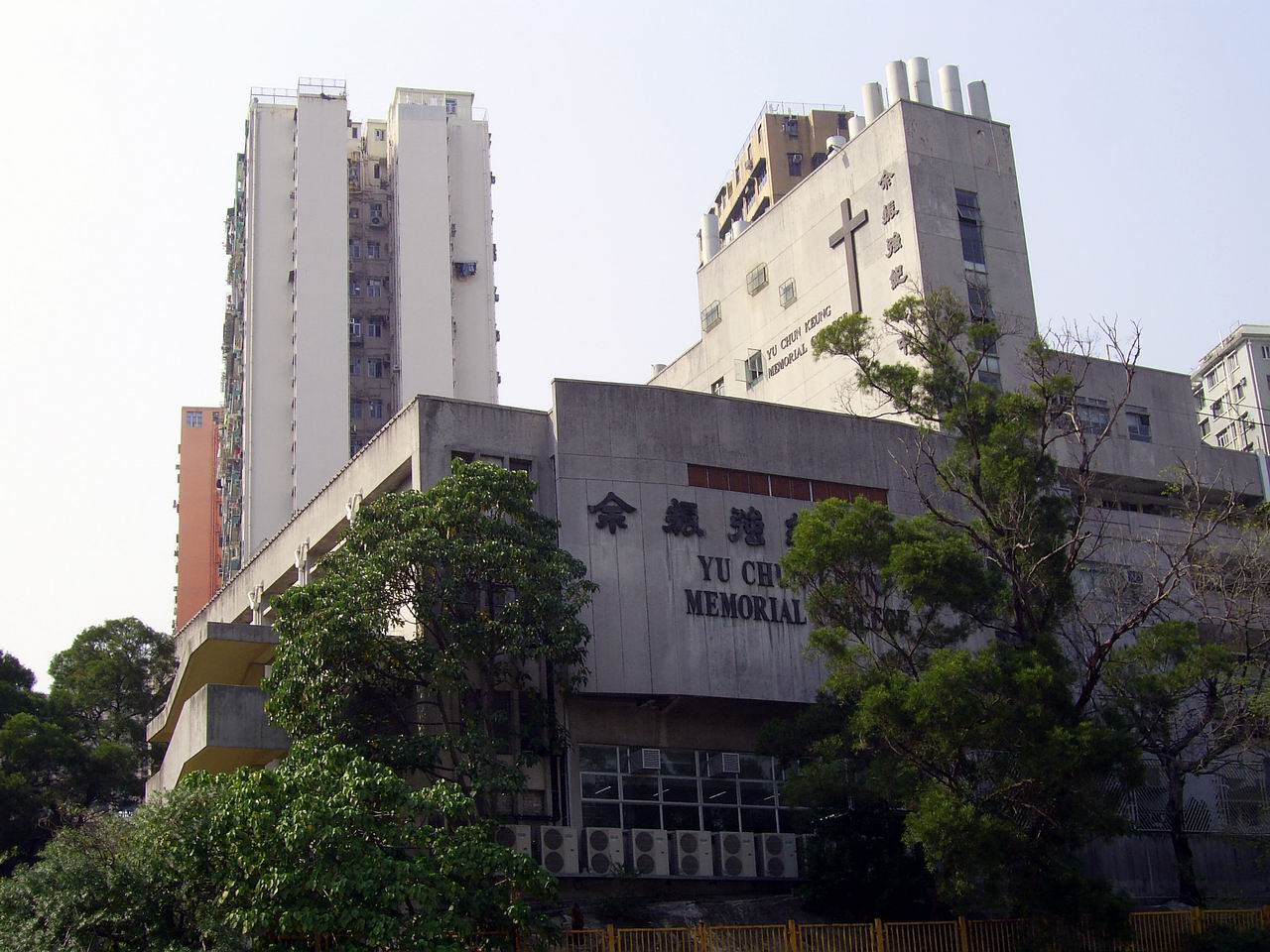
香港余振強紀念中學

## 概述

### 教育學上的意義
雖然在部分地區中等學校等同於初級中學，但在某些地方這種學制也發展出教育學上的特別意義。10－15歲（5-9年級）的學生在學科學習、社會情感和學校組織上會面臨斷層，中等學校則提供主要的引導功能，所以在教育上有其功能，而不單只是組織或名稱上的不同而已。

## 各地学制

### 中國大陸
初级中学属于义务教育的一部分，通常由小学六年级升入（上海市、山东省烟台市等实行五四年制的地区由小学五年级升入）。小学升入初中的政策由各区县级教育委员会划定，公办初中主要有学区入学、电脑派位政策、以及九年一贯制学校直升，民办初中以电脑派位政策招生；除少数城市特批的外国语学校可进行升学语言能力测试之外，绝大部分学校一律免试入学。根据中华人民共和国教育部的规定，初中作为义务教育阶段的学校，不能有重点学校与非重点学校之分。不过民间把各所初中分为三六九等的情况在各地仍然十分普遍。大部分地区的初中有三年，2001年，颁布《义务教育课程标准（实验稿）》，初中三个年级正式改名为七、八、九年级，但生活中亦称作初一、初二、初三（上海市等地为四年，分别称作预备年级、初一、初二、初三），不分文科及理科。学生毕业之后，根据中考成绩和填报的志愿，升入普通高级中学、中等专科学校或职业高级中学。

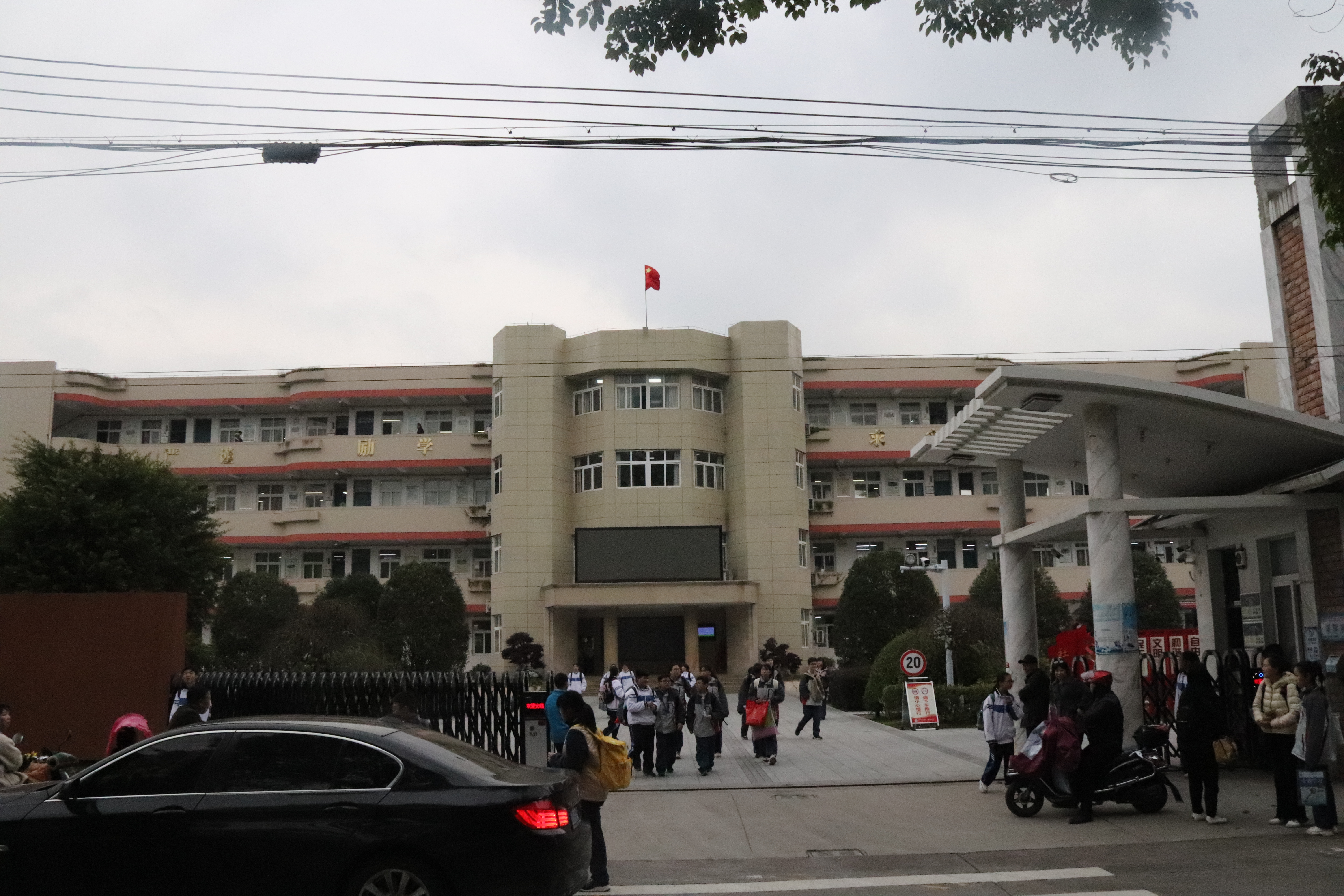
浙江省玉环市城关第一初级中学，该校同浙江省其他初级中学一样实行课程改革

初中开设的课程为语文、数学、外语（通常为英语，某些地区有日语、俄语等课程）、道德与法治、历史、地理、物理、生物、化学、信息技术、美术、音乐、体育与健康、综合实践等，也有地区将物理、化学合并为科学课程，历史、地理合并为历史与社会课程。一般而言，语文，数学，英语，历史，道德与法治等科目将贯穿初中三年；地理，生物会在七年级和八年级开设，物理会在八年级和九年级开设，化学会在九年级开设。
根据各地教育政策以及一些外国语专门初中的培养计划，使用日语、俄语等外语来代替英语作为外语学习的语言。部分外国语学校增设西班牙语和法语等外语。
在部分课程改革试验区如浙江省，初中不再开设物理、化学、生物、历史、地理科目，而是将其全部容纳至两门独立学科：科学和历史与社会。科学囊括初中学生应该掌握的基础科学知识和实验技能，要求学生懂得基础生命科学、物质科学、地球与空间科学的基础内容。历史与社会囊括基本人文地理、历史的知识。科学和历史与社会这两门学科均参加中考。

#### 香港
香港大部分中學初中與高中是同一間學校，初中共有三年（稱為中一至中三），課程以廣博為主，如音樂、視覺藝術、體育（只有極少數學生會報讀高中音樂、視覺藝術、體育課程）、綜合科學等。另外，學校亦會教授工藝科目（如木工和金工）、科技與生活科（亦稱為家政科）以鍛練身心（同樣地只有極少數學生會報這些科目的高中課程）。完成中三後可以不繼續升學，可以選擇就業工作，或轉讀其他職業訓練課程。
高中課程（中四至中六）則為三年制，一般高中學生最終會參加香港中學文憑考試。

#### 澳門
一般是小學之後的首三年的中學教育便是為初中。屬於公共教育網的學校（包括非牟利並實行本地學制的私校）享有免學費、免雜費等政府補助。

### 台灣
臺灣稱為國民中學（簡稱國中），共三年。「初級中學」（包括初級職業學校，Vocational Junior High School）在台灣指的是1968年以前尚未義務教育化以前的制度，需要通過初中聯招考試。當時各地的省中皆有設置初中部，後因省辦高中，縣市辦初中而廢除，初級中學一詞因1968年實施九年國民義務教育的實施而改名。但未加入国民教育体系的私立独立学校仍称初中，如忠信学校初中部。雖然和國民小學分開，但在2000年代臺灣教育改革以後效仿美式學程的作法，将國中視為國小課程的延續，不再稱呼國一～國三，而改稱七年级～九年级（但部分學校仍然維持舊稱），之後可升學至高級中等學校、技術型高級中等學校、五年制專科學校，或進入軍事學校中正國防幹部預備學校。

### 北美
中等學校（Middle School、Intermediate School）是北美國家學制中，一種範圍涵蓋初等教育和中等教育的學校，提供學生兩種教育階段間的橋樑。其修業年限在不同州有不同的規定，有時可以互通。例如在一些政府或法令規定中，「中等學校」被稱為「初級中學」（Junior High School），有些則代表著不同於傳統的學制。